# Собор Святого Иосифа (Токио)
Собор Святого Иосифа или Церковь Цукидзи (築地教会) — католическая церковь, находящаяся в Токио в районе Тюо, Япония. Сокафедральный собор архиепархии Токио. Храм освящён в честь святого Иосифа. Первый католический храм в Токио.

## История
Церковь была основана миссионерами из Парижского общества заграничных миссий, которые обосновались в Токио в 1871 году. 2 июля 1874 года они выкупили у японского правительства земельный участок площадью 900 квадратных метров для католического храма и начали строительство, которое было завершено 22 ноября 1874 года. Церковь святого Иосифа с этого времени стала центром, объединяющим католических миссионеров, действующих в Японии к северу от Токио. В 1874 году токийский епископ Пьер-Мари Осуф придал церкви святого Иосифа статус собора апостольского викариата Северной Японии (сегодня — Архиепархия Токио). В декабре 1874 года началась капитальная перестройка храма, которая завершилась 15 ноября 1878 года.
Церковь святого Иосифа была кафедральным собором до 1920 года, когда кафедра епископа была перемещена в собор Непорочного зачатия Пресвятой Девы Марии.
1 сентября 1923 года храм значительно пострадал во время Великого землетрясения Канто. 10 апреля 1927 года состоялось освящение отремонтированного храма, которое совершил токийский архиепископ Жан-Пьер Ре.